# Транс'європейські транспортні мережі

Мапа європейських транспортних коридорів.

Транс'європейські транспортні мережі (TEN — T) — є однією зі сфер транс'європейських мереж, інфраструктурний проект, метою якого є удосконалення автомагістралей, залізниць, внутрішніх водних шляхів, а також комплексне координування всієї системи. Робота над проектом почалася в 1990 році, нині його реалізацією керує спеціально створене в 2006 році Виконавче агентство транс’європейської транспортної мережі при Єврокомісії.
Європейська комісія оголосила, що бюджет на розвиток транспортної інфраструктури в країнах Європейського Союзу на 2014—2020 роки становитиме 25—26 млрд євро. Це втричі більше, ніж виділялося в 2007 році на такий же термін.
Частина грошей буде витрачена на розвиток транс'європейської транспортної мережі.
У липні 2022 року було домовлено з’єднати чотири європейські транспортні коридори з Молдовою та Україною та виключити Білорусь та Росію з мапи TEN-T. У звіті за серпень 2023 року рекомендовано розширити TEN-T до Молдови та України за допомогою залізничної лінії стандартної колії (1435 мм), щоб допомогти в їх інтеграції з залізничними мережами ЄС, деякі лінії проходять уздовж ліній 1520 мм, щоб уникнути перебоїв під час будівництва.